# Castello di Cosona
Il castello di Cosona è un complesso architettonico fortificato situato nell'omonima località rurale del territorio comunale di Pienza lungo la Strada Provinciale 71.

## Storia
Il complesso venne costruito nel corso del Quattrocento divenendo una fattoria fortificata. Numerosi sono stati i passaggi di proprietà nel corso del tempo.
In epoca ottocentesca venne costruito il fabbrico a pianta rettangolare che venne adibito a granaio.
Agli inizi del Novecento l'intero complesso venne restaurato su progetto dell'architetto senese Arturo Viligiardi; durante gli interventi di ristrutturazione, nel 1913 venne ricavata una cappella all'interno di un preesistente corpo di fabbrica originariamente adibito ad altri usi agricoli.

## Descrizione
Il complesso architettonico fortificato è costituito da vari corpi di fabbrica addossati tra loro che si articolano su 15 lati totali. Tra essi spicca la torre a sezione quadrata che si eleva sul fronte occidentale del complesso architettonico.
Molto caratteristico è il pozzo-cisterna, costruito nel 1659 e restaurato nel 1913, che veniva utilizzato per la raccolta dell'acqua.
Il granaio di epoca ottocentesca si caratterizza per la presenza di due stemmi gentilizi della famiglia Forteguerri che fece realizzare l'opera.
Il castello di Cosona è al centro dell'omonima azienda agricola, e di una struttura ricettiva-agrituristica dotata di sette appartamenti indipendenti, abitati fino agli anni Settanta da alcune famiglie mezzadrili.